# IC 1488
IC 1488 је лентикуларна галаксија у сазвјежђу Пегаз која се налази на листи објеката дубоког неба у Индекс каталогу.
Деклинација објекта је + 15° 21' 14" а ректасцензија 23h 25m 38,5s. Привидна величина (магнитуда) објекта IC 1488 износи 14,8 а фотографска магнитуда 15,8.